# Конвой №5013
Конвой № 5013 — японський конвой часів Другої світової війни, проведення якого відбувалось у серпні 1943-го.
Вихідним пунктом конвою був атол Трук у центральній частині Каролінських островів, де ще до війни створили головну базу японського ВМФ у Океанії, з якої до лютого 1944-го провадились операції в цілому ряді архіпелагів. Пунктом призначення став атол Кваджелейн, де була головна японська база на Маршаллових островах.
До складу конвою увійшли транспорти «Татебе-Мару», «Бокуйо-Мару» і «Сансей-Мару», тоді як охорону забезпечував переобладнаний канонерський човен «Чоан-Мару №2 Го».
1 серпня 1943-го загін полишив Трук та попрямував на схід, при цьому 3 серпня «Сансей-Мару» відокремився та попрямував до острова Понпеї (сім сотень кілометрів від Труку). Хоча поблизу вихідного та кінцевого пунктів маршруту традиційно діяли американські підводні човни, проходження конвою № 5013 минуло без інцидентів і 7 серпня він прибув на Кваджелейн.